# Carl Hermann Gütschow
Carl Hermann Gütschow (* 28. Februar 1797 in Lübeck; † 7. September 1850 in Baden-Baden) war ein deutscher Jurist und Ratssekretär der Hansestadt Lübeck.

## Leben
Carl Hermann Gütschow war der Sohn des Lübecker Kaufmanns und Ratsherren Heinrich Albrecht Gütschow und mütterlicherseits ein Enkel des Lübecker Bürgermeisters Hermann Diedrich Krohn. Er besuchte das Katharineum zu Lübeck bis Ostern 1816. Nach dem Studium der Rechtswissenschaften an den Universitäten Göttingen (1816) und Jena (1818), welches er mit der Promotion zum Doktor beider Rechte in Göttingen 1819 abschloss, ließ er sich 1820 als Advokat und Procurator am Oberappellationsgericht der vier Freien Städte in Lübeck nieder. 1821 wurde er zum dritten Ratssekretär (Registrator) der Hansestadt Lübeck gewählt; die Stelle war durch die Wahl des Sekretärs Bernhard Heinrich Frister zum Ratsherrn frei geworden. 1825 rückte er zum zweiten Ratssekretär auf und wurde 1843 Protonotar der Stadt.
Der etwa gleichzeitig tätige Lübecker Syndicus Anton Diedrich Gütschow war sein Onkel.

## Stammbuch
Erhalten hat sich Gütschows Stammbuch aus seiner Studentenzeit mit einer Laufzeit von 1816 bis 1819 und 79 Einträgen. Es war Teil der Sammlung des Studentenhistorikers Georg Schmidgall, steht heute im Eigentum der Stadt Würzburg und befindet sich im Institut für Hochschulkunde. Es weist Carl Hermann Gütschow als Mitglied der Urburschenschaft in Jena aus und belegt durch die Einträger seinen burschenschaftlichen Freundeskreis.